# Liste der Mitglieder des australischen Repräsentantenhauses (1977–1980)
Dies ist die Liste der Abgeordneten des australischen Repräsentantenhauses zwischen 1977 und 1980.
Insgesamt wurden 124 Mitglieder bei den Parlamentswahlen 1977 für das Unterhaus gewählt.
Die nationalliberale Koalition aus der National Country Party und der Liberal Party of Australia bildeten mit 86 Sitzen die Mehrheit.
| Mitglied            | Partei                     | Wahlkreis          | Bundesstaat bzw. Territorium | Amtszeiten                 |
| ------------------- | -------------------------- | ------------------ | ---------------------------- | -------------------------- |
| Evan Adermann       | National Country Party     | Fisher             | Queensland                   | 1972–1990                  |
| Ken Aldred          | Liberal Party of Australia | Henty              | Victoria                     | 1975–1980, 1983–1996       |
| Doug Anthony        | National Country Party     | Richmond           | New South Wales              | 1957–1984                  |
| John Armitage       | Australian Labor Party     | Chifley            | New South Wales              | 1961–1963, 1969–1983       |
| Marshall Baillieu   | Liberal Party of Australia | La Trobe           | Victoria                     | 1975–1980                  |
| Michael Baume       | Liberal Party of Australia | Macarthur          | New South Wales              | 1975–1983                  |
| Jack Birney         | Liberal Party of Australia | Phillip            | New South Wales              | 1975–1983                  |
| Neal Blewett        | Australian Labor Party     | Bonython           | South Australia              | 1977–1994                  |
| John Bourchier      | Liberal Party of Australia | Bendigo            | Victoria                     | 1972–1983                  |
| Lionel Bowen        | Australian Labor Party     | Kingsford-Smith    | New South Wales              | 1969–1990                  |
| James Bradfield     | Liberal Party of Australia | Barton             | New South Wales              | 1975–1983                  |
| Ray Braithwaite     | National Country Party     | Dawson             | Queensland                   | 1975–1996                  |
| John Brown          | Australian Labor Party     | Parramatta         | New South Wales              | 1977–1990                  |
| Neil Brown          | Liberal Party of Australia | Diamond Valley     | Victoria                     | 1969–1972, 1975–1991       |
| Gordon Bryant       | Australian Labor Party     | Wills              | Victoria                     | 1955–1980                  |
| Melville Bungey     | Liberal Party of Australia | Canning            | Western Australia            | 1974–1983                  |
| Bill Burns          | Liberal Party of Australia | Isaacs             | Victoria                     | 1977–1993                  |
| Max Burr            | Liberal Party of Australia | Wilmot             | Tasmanien                    | 1975–1993                  |
| Alan Cadman         | Liberal Party of Australia | Mitchell           | New South Wales              | 1974–2007                  |
| Kevin Cairns        | Liberal Party of Australia | Lilley             | Queensland                   | 1963–1972, 1974            |
| Sam Calder          | Country Liberal Party      | Northern Territory | Northern Territory           | 1966–1980                  |
| Clyde Cameron       | Australian Labor Party     | Hindmarsh          | South Australia              | 1949–1980                  |
| Donald Cameron      | Liberal Party of Australia | Fadden             | Queensland                   | 1966–1983, 1983–1990       |
| Ewen Cameron        | Liberal Party of Australia | Indi               | Victoria                     | 1977–1993                  |
| Jim Carlton         | Liberal Party of Australia | Mackellar          | New South Wales              | 1977–1994                  |
| Moss Cass           | Australian Labor Party     | Maribyrnong        | Victoria                     | 1969–1983                  |
| Grant Chapman       | Liberal Party of Australia | Kingston           | South Australia              | 1975–1983                  |
| Barry Cohen         | Australian Labor Party     | Robertson          | New South Wales              | 1969–1990                  |
| David Connolly      | Liberal Party of Australia | Bradfield          | New South Wales              | 1974–1996                  |
| James Corbett       | National Country Party     | Maranoa            | Queensland                   | 1966–1980                  |
| Mick Cotter         | Liberal Party of Australia | Kalgoorlie         | Western Australia            | 1975–1980                  |
| John Dawkins        | Australian Labor Party     | Fremantle          | Western Australia            | 1974–1975, 1977–1994       |
| Arthur Dean         | Liberal Party of Australia | Herbert            | Queensland                   | 1977–1983                  |
| Don Dobie           | Liberal Party of Australia | Cook               | New South Wales              | 1966–1972, 1975–1996       |
| Peter Drummond      | Liberal Party of Australia | Forrest            | Western Australia            | 1972–1987                  |
| Harry Edwards       | Liberal Party of Australia | Berowra            | New South Wales              | 1972–1993                  |
| Robert Ellicott     | Liberal Party of Australia | Wentworth          | New South Wales              | 1974–1981                  |
| Douglas Everingham  | Australian Labor Party     | Capricornia        | Queensland                   | 1967–1975, 1977            |
| Peter Falconer      | Liberal Party of Australia | Casey              | Victoria                     | 1975–1983                  |
| Wallace Fife        | Liberal Party of Australia | Farrer             | New South Wales              | 1975–1993                  |
| Peter Fisher        | National Country Party     | Mallee             | Victoria                     | 1972–1993                  |
| John FitzPatrick    | Australian Labor Party     | Riverina           | New South Wales              | 1969–1980                  |
| Malcolm Fraser      | Liberal Party of Australia | Wannon             | Victoria                     | 1955–1984                  |
| Ken Fry             | Australian Labor Party     | Fraser             | Australian Capital Territory | 1974–1984                  |
| Victoriator Garland | Liberal Party of Australia | Curtin             | Western Australia            | 1969–1981                  |
| Geoffrey Giles      | Liberal Party of Australia | Wakefield          | South Australia              | 1964–1983                  |
| Reg Gillard         | Liberal Party of Australia | Macquarie          | New South Wales              | 1975–1980                  |
| Bruce Goodluck      | Liberal Party of Australia | Franklin           | Tasmanien                    | 1975–1993                  |
| Bill Graham         | Liberal Party of Australia | North Sydney       | New South Wales              | 1949–1954, 1955–1958, 1966 |
| Ray Groom           | Liberal Party of Australia | Braddon            | Tasmanien                    | 1975–1984                  |
| John Haslem         | Liberal Party of Australia | Canberra           | Australian Capital Territory | 1975–1980                  |
| Bill Hayden         | Australian Labor Party     | Oxley              | Queensland                   | 1961–1988                  |
| John Hodges         | Liberal Party of Australia | Petrie             | Queensland                   | 1974–1983, 1984–1987       |
| Michael Hodgman     | Liberal Party of Australia | Denison            | Tasmanien                    | 1975–1987                  |
| Clyde Holding       | Australian Labor Party     | Melbourne Ports    | Victoria                     | 1977–1998                  |
| John Howard         | Liberal Party of Australia | Bennelong          | New South Wales              | 1974–2007                  |
| Brian Howe          | Australian Labor Party     | Batman             | Victoria                     | 1977–1996                  |
| Ben Humphreys       | Australian Labor Party     | Griffith           | Queensland                   | 1977–1996                  |
| Ralph Hunt          | National Country Party     | Gwydir             | New South Wales              | 1969–1989                  |
| Chris Hurford       | Australian Labor Party     | Adelaide           | South Australia              | 1969–1988                  |
| John Hyde           | Liberal Party of Australia | Moore              | Western Australia            | 1974–1983                  |
| Ted Innes           | Australian Labor Party     | Melbourne          | Victoria                     | 1972–1983                  |
| Ralph Jacobi        | Australian Labor Party     | Hawker             | South Australia              | 1969–1987                  |
| Bert James          | Australian Labor Party     | Hunter             | New South Wales              | 1960–1980                  |
| Alan Jarman         | Liberal Party of Australia | Deakin             | Victoria                     | 1966–1983                  |
| Harry Jenkins       | Australian Labor Party     | Scullin            | Victoria                     | 1969–1985                  |
| Keith Johnson       | Australian Labor Party     | Burke              | Victoria                     | 1969–1980                  |
| Les Johnson         | Australian Labor Party     | Hughes             | New South Wales              | 1955–1966, 1969–1984       |
| Peter Johnson       | Liberal Party of Australia | Brisbane           | Queensland                   | 1975–1980                  |
| Roger Johnston      | Liberal Party of Australia | Hotham             | Victoria                     | 1977–1980                  |
| Barry Jones         | Australian Labor Party     | Lalor              | Victoria                     | 1977–1998                  |
| Charles Jones       | Australian Labor Party     | Newcastle          | New South Wales              | 1958–1983                  |
| David Jull          | Liberal Party of Australia | Bowman             | Queensland                   | 1975–1983, 1984–2007       |
| Bob Katter          | National Country Party     | Kennedy            | Queensland                   | 1966–1990                  |
| Paul Keating        | Australian Labor Party     | Blaxland           | New South Wales              | 1969–1996                  |
| John Kerin 1        | Australian Labor Party     | Werriwa            | New South Wales              | 1972–1975, 1978–1993       |
| Jim Killen          | Liberal Party of Australia | Moreton            | Queensland                   | 1955–1983                  |
| Richard Klugman     | Australian Labor Party     | Prospect           | New South Wales              | 1969–1990                  |
| Bruce Lloyd         | National Country Party     | Murray             | Victoria                     | 1971–1996                  |
| Stephen Lusher      | National Country Party     | Hume               | New South Wales              | 1974–1984                  |
| Philip Lucock       | National Country Party     | Lyne               | New South Wales              | 1953–1980                  |
| Phillip Lynch       | Liberal Party of Australia | Flinders           | Victoria                     | 1966–1982                  |
| Michael MacKellar   | Liberal Party of Australia | Warringah          | New South Wales              | 1969–1994                  |
| Sandy Mackenzie     | National Country Party     | Calare             | New South Wales              | 1975–1983                  |
| Ian Macphee         | Liberal Party of Australia | Balaclava          | Victoria                     | 1974–1990                  |
| Vince Martin        | Australian Labor Party     | Banks              | New South Wales              | 1969–1980                  |
| John Martyr         | Liberal Party of Australia | Swan               | Western Australia            | 1975–1980                  |
| Ross McLean         | Liberal Party of Australia | Perth              | Western Australia            | 1975–1983                  |
| John McLeay         | Liberal Party of Australia | Boothby            | South Australia              | 1966–1981                  |
| Leo McLeay 2        | Australian Labor Party     | Grayndler          | New South Wales              | 1979–2004                  |
| Leslie McMahon      | Australian Labor Party     | Sydney             | New South Wales              | 1975–1983                  |
| William McMahon     | Liberal Party of Australia | Lowe               | New South Wales              | 1949–1981                  |
| Tom McVeigh         | National Country Party     | Darling Downs      | Queensland                   | 1972–1988                  |
| Clarrie Millar      | National Country Party     | Wide Bay           | Queensland                   | 1974–1990                  |
| John Moore          | Liberal Party of Australia | Ryan               | Queensland                   | 1975–2001                  |
| Peter Morris        | Australian Labor Party     | Shortland          | New South Wales              | 1972–1998                  |
| Maurice Neil        | Liberal Party of Australia | St George          | New South Wales              | 1975–1980                  |
| Kevin Newman        | Liberal Party of Australia | Bass               | Tasmanien                    | 1975–1984                  |
| Peter Nixon         | National Country Party     | Gippsland          | Victoria                     | 1961–1983                  |
| Frank O’Keefe       | National Country Party     | Paterson           | New South Wales              | 1969–1984                  |
| Andrew Peacock      | Liberal Party of Australia | Kooyong            | Victoria                     | 1966–1994                  |
| James Porter        | Liberal Party of Australia | Barker             | South Australia              | 1975–1990                  |
| Eric Robinson       | Liberal Party of Australia | McPherson          | Queensland                   | 1972–1990                  |
| Ian Robinson        | National Country Party     | Cowper             | New South Wales              | 1963–1981                  |
| Philip Ruddock      | Liberal Party of Australia | Dundas             | New South Wales              | 1973–                      |
| Murray Sainsbury    | Liberal Party of Australia | Eden-Monaro        | New South Wales              | 1975–1983                  |
| Gordon Scholes      | Australian Labor Party     | Corio              | Victoria                     | 1967–1993                  |
| Peter Shack         | Liberal Party of Australia | Tangney            | Western Australia            | 1977–1983, 1984–1993       |
| Ian Sinclair        | National Country Party     | New England        | New South Wales              | 1963–1998                  |
| Roger Shipton       | Liberal Party of Australia | Higgins            | Victoria                     | 1975–1990                  |
| Jim Short           | Liberal Party of Australia | Ballaarat          | Victoria                     | 1975–1980                  |
| Barry Simon         | Liberal Party of Australia | McMillan           | Victoria                     | 1975–1980                  |
| Billy Snedden       | Liberal Party of Australia | Bruce              | Victoria                     | 1955–1983                  |
| Tony Staley         | Liberal Party of Australia | Chisholm           | Victoria                     | 1970–1980                  |
| Frank Stewart 2     | Australian Labor Party     | Grayndler          | New South Wales              | 1953–1979                  |
| Tony Street         | Liberal Party of Australia | Corangamite        | Victoria                     | 1966–1984                  |
| David Thomson       | National Country Party     | Leichhardt         | Queensland                   | 1975–1983                  |
| Tom Uren            | Australian Labor Party     | Reid               | New South Wales              | 1958–1990                  |
| Ian Viner           | Liberal Party of Australia | Stirling           | Western Australia            | 1972–1983                  |
| Laurie Wallis       | Australian Labor Party     | Grey               | South Australia              | 1969–1983                  |
| Stewart West        | Australian Labor Party     | Cunningham         | New South Wales              | 1977–1993                  |
| Gough Whitlam 1     | Australian Labor Party     | Werriwa            | New South Wales              | 1952–1978                  |
| Ralph Willis        | Australian Labor Party     | Gellibrand         | Victoria                     | 1972–1998                  |
| Ian Wilson          | Liberal Party of Australia | Sturt              | South Australia              | 1966–1969, 1972–1993       |
| Bill Yates          | Liberal Party of Australia | Holt               | Victoria                     | 1975–1980                  |
| Mick Young          | Australian Labor Party     | Port Adelaide      | South Australia              | 1974–1988                  |

1 Gough Whitlam (Australian Labor Party) trat am 31. Juli 1978. Die dadurch resultierende Nachwahl am 23. September 1978 in Werriwa gewann John Kerin (Australian Labor Party).
2 Frank Stewart (Australian Labor Party) starb am 16. April 1979. Die dadurch resultierende Nachwahl am 23. Juni 1979 in gewann Leo McLeay (Australian Labor Party).